# St. Pancras
St. Pancras – część Londynu, leżąca w gminie London Borough of Camden. St. Pancras jest wspomniana w Domesday Book (1086) jako Sanctus Pancratius.
W dzielnicy znajduje się międzynarodowy dworzec kolejowy St Pancras International, z którego dostępne są połączenia do Paryża.